# Baubetreuer
Ein Baubetreuer ist nach § 34c Abs. 1 Nummer 3 Unterpunkt b) Gewerbeordnung eine juristische oder natürliche Person, die gewerbsmäßig in fremdem Namen und auf fremde Rechnung Bauvorhaben vorbereitet und durchführt.
Die Tätigkeit als Baubetreuer bedarf der Erlaubnis der Gewerbeaufsicht.

## Abgrenzung
Der Baubetreuer ist vom Bauträger zu unterscheiden, der in der gleichen Norm der Gewerbeordnung geregelt ist und oft gleichzeitig in der Erlaubnis für die gewerbliche Tätigkeit enthalten ist. Eine differenzierte Antragstellung ist durch die nicht höhere Gebühr bei gleichzeitiger Antragstellung durch die nun geltende EU-Dienstleistungsrichtlinie obsolet geworden.